# Hoogland van Zuidwest-Arabië
Het hoogland van Zuidwest-Arabië is een WWF-ecoregio.
De regio ligt boven 2.000 meter hoogte. Aan de westzijde is er een plateaurand die steil afvalt naar de kustvlakte van Tihamah aan de kust van de Rode Zee. Aan de oostzijde is er een minder steile helling naar een hoogvlakte die naar de woestijn van de Rub al Khali leidt. Het gebergte telt een aantal pieken boven de 3000 meter. 
Het gebied ontvangt regen van een zuidwestelijke moesson in april/mei en in juli/augustus. De plateaurand krijgt de meeste regen, zo'n 600-800 mm, plaatselijk zelfs 1000 mm. Het plateau krijgt maar 300-500 mm en op de oosthelling valt de hoeveelheid neerslag snel beneden de 100 mm. Temperaturen variëren van 20-25 °C 's zomers tot 10 °C 's winters, maar op grotere hoogte is vorst niet ongewoon en er kan zelfs sneeuw vallen op de hoogste pieken.

## Flora
De ecoregio is rijk aan plantensoorten; ongeveer 2.000 soorten vaatplanten groeien er, waarvan er 170 endemisch zijn.
De vegetatie verschilt vrij sterk naar hoogte. Boven de 2.000 m is er groenblijvend struweel of bos. Tussen 2.500 en 3.200 m wordt de vegetatie Afroalpien en is er zelfs sprake van een welig tierend nevelbos, uitzonderlijk in een woestijnbioom. De noordelijke hellingen vertonen een begroeiing met Juniperus procera, gewoonlijk omhangen met de korstmossoort Usnea articulata en de heester Euryops arabicus. De zuidhelling is droger en telt planten als Rubus petitianus, Rosa abyssinica, Alchemilla crytantha, Senecio spp. en Helichrysum abyssinicum.
Ontbossing ten bate van gebruik als brandhout is een groot probleem, vooral in Jemen.

## Fauna
Er zijn een aantal endemische vogelsoorten in dit gebied, zoals Jemenitische kneu, Jemenlijster en Arabische meeszanger, die afhankelijk zijn van de jeneverbessen die er groeien.

## Natuurbescherming
In Saoedi-Arabië is in 1980 het Nationaal Park Asir gesticht (4.150 km²). Het telt 34 zoogdiersoorten, 245 vogelsoorten, 41 reptielensoorten en 7 amfibieënsoorten. Het kleine Raydah-reservaat (9 km²) geldt als een van belangrijkste plaatsen waar de jeneverbessen groeien.

## Galerij

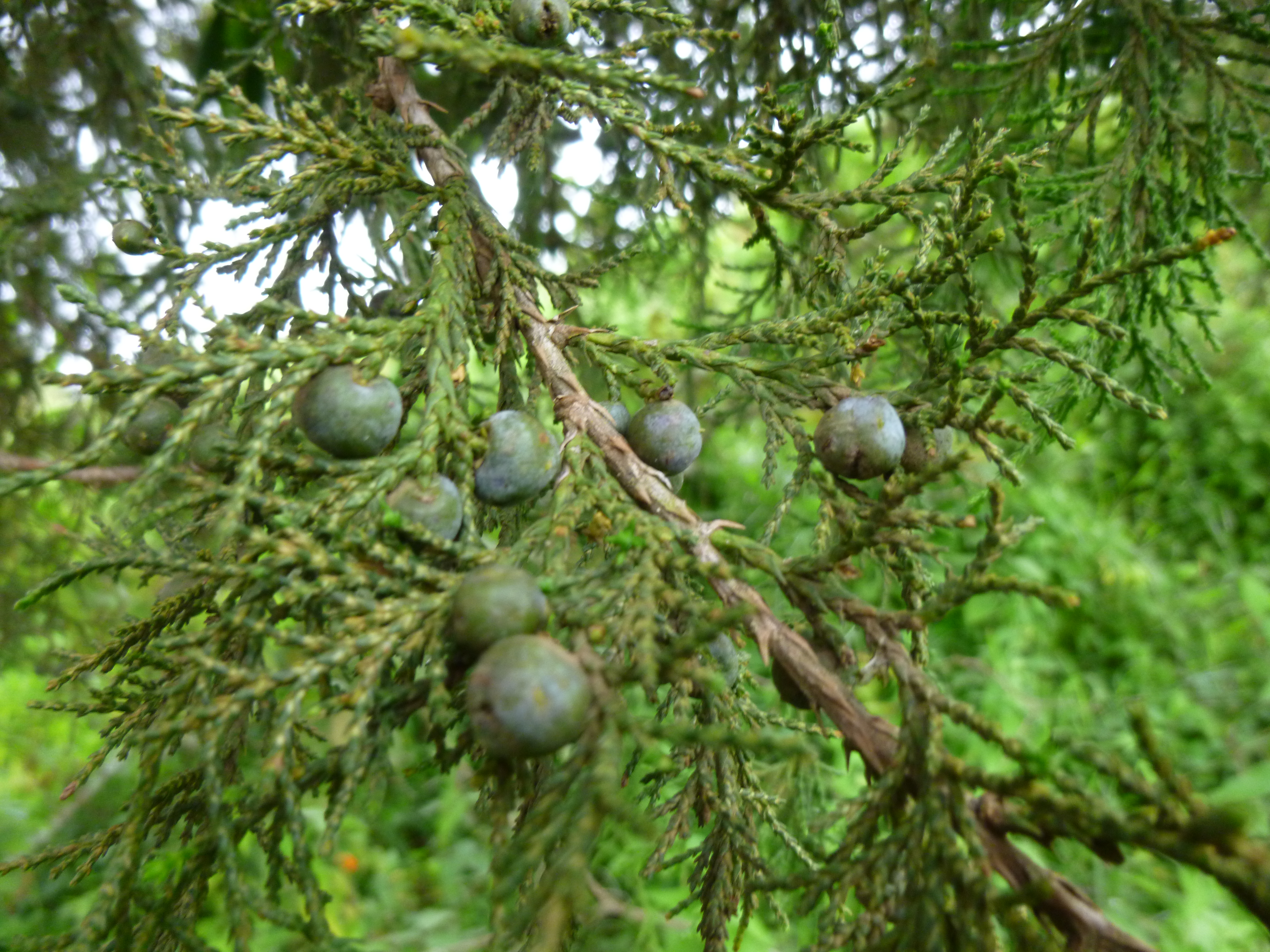
Juniperus procera
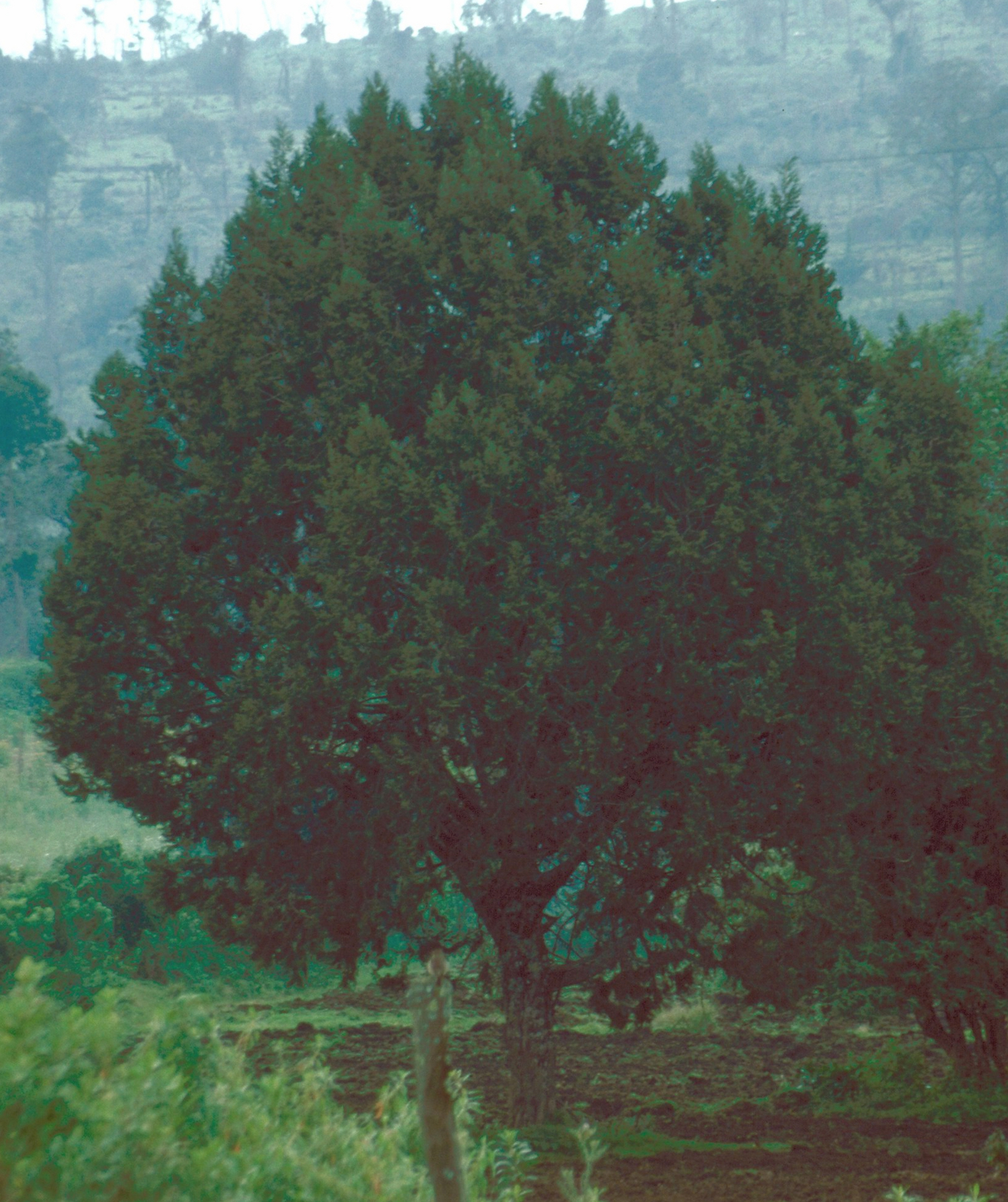
Juniperus procera
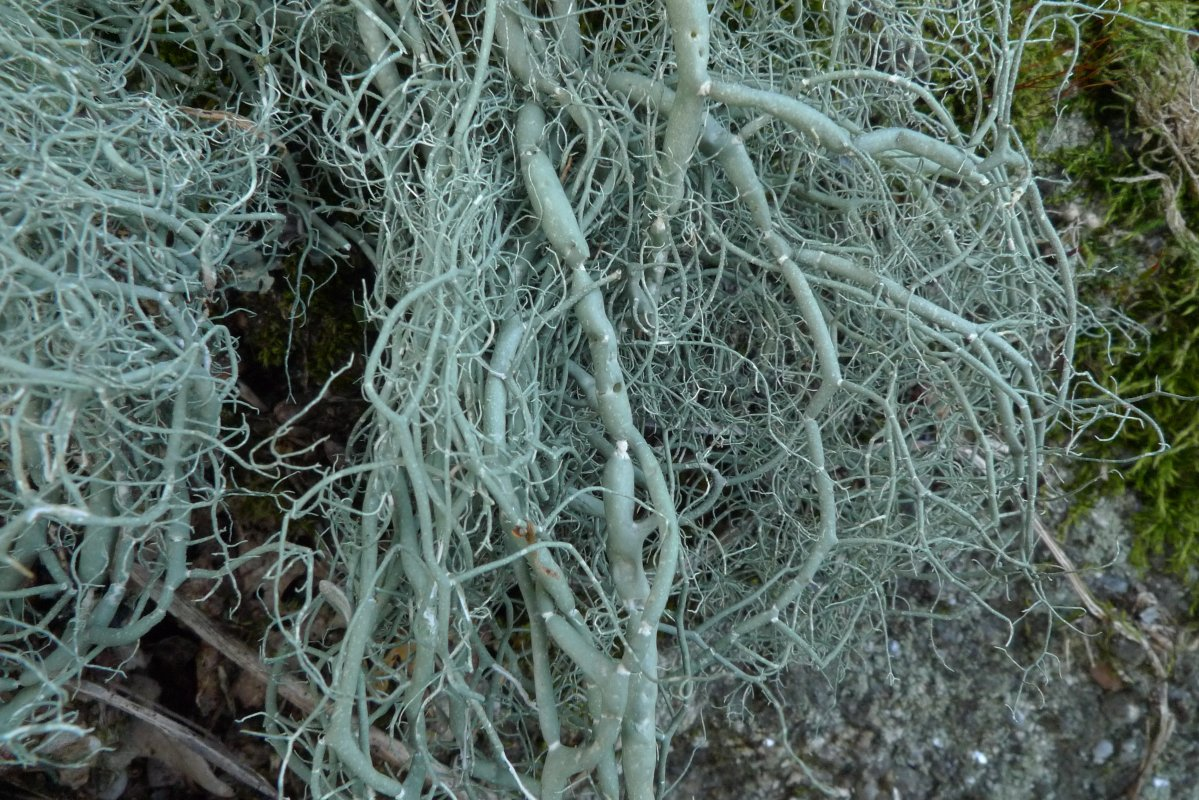
Usnea articulata
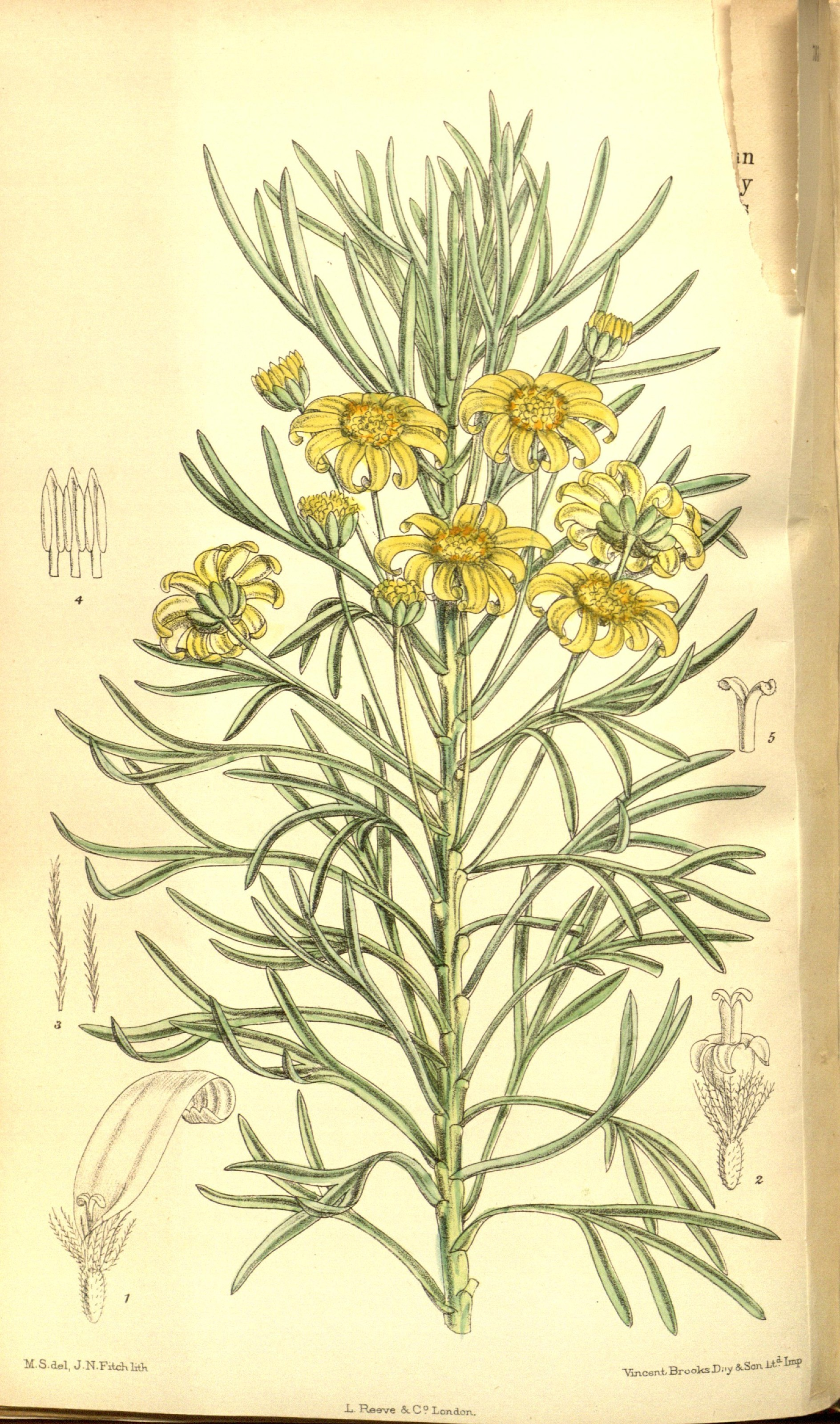
Euryops arabicus